# Ternstroemia microcalyx
Ternstroemia microcalyx är en tvåhjärtbladig växtart som beskrevs av Airy-shaw. Ternstroemia microcalyx ingår i släktet Ternstroemia och familjen Pentaphylacaceae. Inga underarter finns listade i Catalogue of Life.